# Hydriris gaudialis
Hydriris gaudialis là một loài bướm đêm trong họ Crambidae.